# Dokú Umárov
Dokú Jamátovich Umárov (en checheno: Умаран Хамади кант Докка, en ruso: Доку Хаматович Умаров; 13 de abril de 1964 – 7 de septiembre de 2013) también conocido como emir Dokkú Abú Usmán, fue un terrorista checheno. Tras la muerte de Abdul-Halim Saduláyev, el 17 de junio de 2006, Umárov fue proclamado como presidente de la República Chechena de Ichkeria, secesión de la Federación de Rusia no reconocida internacionalmente que opera en el exilio o en la clandestinidad. Estableció el Emirato del Cáucaso declarando abolida la RCI y se autoproclamó emir de este territorio el 31 de octubre de 2007.

## Terrorismo
El 31 de marzo de 2010, reconoció su responsabilidad en los atentados del metro de Moscú que cobraron la vida de 39 civiles. El 7 de febrero de 2011 reconoció la autoría del atentado del Aeropuerto de Domodédovo, también en Moscú.

## Muerte
El FSB informó de la muerte de Umárov el 8 de abril de 2014 en hechos que son materia de investigación. Según el reporte del director del FSB, Aleksandr Bórtnikov, los hechos sucedieron en torno a misiones contra la insurgencia islamista que se despliega en medio de Chechenia. Asimismo, el presidente checheno Ramzán Kadýrov confirmó su fallecimiento y los hechos en que se dieron. Según algunos informes, su muerte se debió a un envenenamiento que sufrió en agosto de ese mismo año.